# Keizer Yao

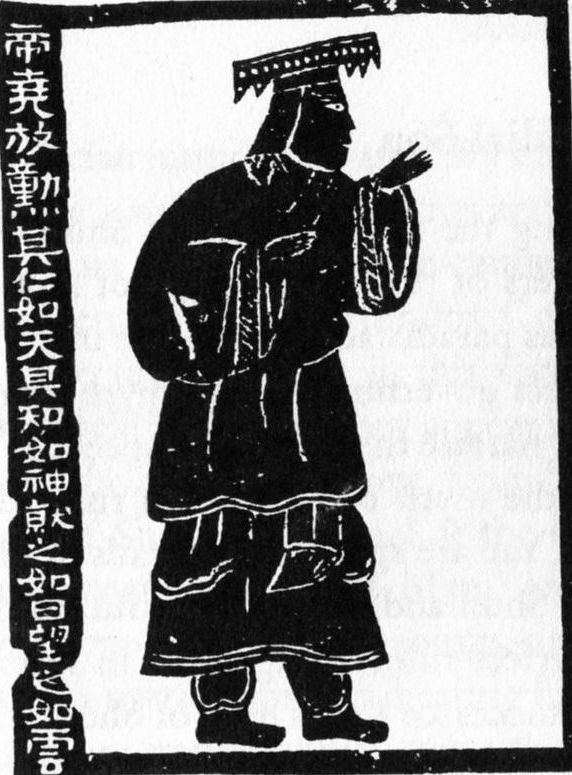
Afbeelding van keizer Yao

Yao was volgens de traditionele Chinese opvatting over de oudste Chinese geschiedenis, samen met Shun en Yu de Grote een van de drie grote keizers, de 'drie Sagenkoningen' of 'Drie Volmaakte Koningen', van het Oude China. Yao was de eerste echt menselijke keizer. 
Yao had tijdens zijn bewind te kampen met vele overstromingen en een 'wereldbrand', waarbij hij de hulp inriep van de hemelgod Di Yun, die de boogschutter Yi naar hem toestuurde om negen zonnen uit de hemel te schieten. Yao had een dwaze zoon, Dan Zhu en daarom maakte hij Shun, een beproefde, deugdzame boer, eerst regent en daarna zijn opvolger. Yao liet Shun met zijn twee dochters trouwen.

## De mythe van Yi en de Tien Zonnen
Tijdens Yao's bewind deed zich een catastrofe voor: een 'wereldvuur' dreigde de wereld te vernietigen. Volgens een versie van een van de bekendste Chinese mythen, gaf Yao de jager-god Yi bevel om negen van de tien zonnen neer te schieten, die de oorzaak waren van de verzengende hitte. De tien zonnen waren op een dag de een na de ander aan de hemel verschenen. Yi doodde tegelijkertijd zes op mensen loerende monsters.
De catastrofemythe over een wereldbrand kent twee versies: 
- Toen de kosmos ineenstortte, dreigden vuur en vloed de mensheid te vernietigen. De godin Moe Koea repareerde als goddelijke smid de kosmos.
- De wereldbrand werd veroorzaakt door de Tien Zonnen, kinderen van de zonnegodin Xi He. Toen ze op een dag alle tien tegelijk opkwamen, dreigden ze de wereld te vernietigen. De jager-god had medelijden met de mensheid en deed een goed woordje voor hen bij de luchtgod Di Jun. Di Jun gaf de jager-god een magische vermiljoenen boog met zijden koorden om de zonnen uit de hemel te schieten. Een zon bleef aan de hemel staan.

Volgens een andere versie was het Yao, die tot Di Yun, god van de Oostelijke hemel, bad in deze zwaarste crisis van zijn bewind. Di Yun was de heerser over de verre vallei waar de hoge moerbeiboom Fu Shan groeide. Tussen de takken van Fu Shan brachten de tien zonnen, die beurtelings de hemel verlichtten, de nacht door. In de Fu Shan sliepen immers de jun-raven, die hen tijdens de hemelreis, op hun wieken droegen. Zowel de vogels als de zonnen waren kinderen van Di Jun en Xi He. Xi He baadde elke morgen een van de zonnen in de 'Zoete Bronnen in het Zonnedal', waarna ze hem op hemelreis stuurde.
Di Jun verhoorde Yao's smeekbede en stuurde Yi, zijn meest gewaardeerde helper, de beste boogschutter in het universum. Vanaf een hoge toren begon hij de zonnen neer te schieten, waarbij zwarte veren van de jun-raven op aarde neer dwarrelden. Yi redde zo de mensheid, maar maakte vijanden in de hemel, waardoor hij niet kon terugkeren. Yi moest naar het levenselixer zoeken van Xi Wang Mu, de Koningin-moeder van het Westen, in het Kunlungebergte waar ook Huang Di (de Gele Keizer) leefde. In ruil voor het elixer van de 'perziken van onsterfelijkheid' bouwde Yi voor Xi Wang Mu een zomerpaleis met glazen vloeren en muren van doorschijnende jade. Ten slotte nam Yi zijn intrek in het paleis van de zon, terwijl zijn vrouw Heng E op de maan woonde.

## Shun
Yao koos een eenvoudige boer als zijn opvolger, Shun, die geen heer was, maar beproefd en 'voldoende deugdzaam'. Tijdens zijn strijd tegen vele overstromingen had Yao gezocht naar een rechterhand en een opvolger. Zijn dwaze zoon Dan Zhu was ongeschikt. Drie jaar lang gaf Yao aan Shun de moeilijkste opdrachten, maar Shun trotseerde elk gevaar. Yao schonk Shun de hand van zijn twee dochters. Shun trad eerst op als regent, naast Yao, en na diens overlijden werd hij keizer op de drakenzetel.